# District de Gap
Le district de Gap est une ancienne division territoriale française du département des Hautes-Alpes de 1790 à 1795.
Il était composé des cantons de Gap, Chabottes, Labastie Neuve, la Roche, Saint-Bonnet, Saint-Étienne, Saint-Euzebe, Saint-Firmin, la Saulce, Tallard et Veynes.